# Петровское (Ростовский район)
Петро́вское — рабочий посёлок в Ростовском районе Ярославской области России.
Расположен в 20 км к юго-западу от Ростова у реки Сары, на автомобильной дороге М8 «Холмогоры». Железнодорожная станция Петровск на линии Москва — Ярославль.
Население — 4478 чел. (2021).

## История
Первое упоминание о селе Петровском датируется 1207 годом. В 1777 году оно стало городом Петровском — центром Петровского уезда. Однако, Петровский уезд был ликвидирован в 1796 году, а Петровск стал заштатным городом Ростовского уезда. 14 декабря 1925 года Петровск лишился статуса города и стал селом Петровским, а с 22 апреля 1943 года — посёлком городского типа.
С 25 января 1935 года до 22 октября 1959 года Петровское было центром Петровского района, образованного из частей Борисоглебского, Переславского и Ростовского районов.
В конце 1850-х годов в городе было 1400 жителей и около 220 домов.

## Население
| 1859  | 1897  | 1939  | 1959  | 1970  | 1979  |
| ----- | ----- | ----- | ----- | ----- | ----- |
| 1550  | ↘1505 | ↗3741 | ↗5027 | ↗5671 | ↗5958 |
| 1989  | 2002  | 2007  | 2009  | 2010  | 2011  |
| ↘5635 | ↘5438 | ↘5039 | ↘4898 | ↘4875 | ↗4900 |
| 2012  | 2013  | 2014  | 2015  | 2016  | 2017  |
| ↘4841 | ↘4813 | ↘4699 | ↘4687 | ↘4682 | ↘4628 |
| 2018  | 2019  | 2020  | 2021  |       |       |
| ↘4590 | ↘4572 | ↘4529 | ↘4478 |       |       |

### Известные жители
- Голодов, Георгий Алексеевич (1906—1981) — лауреат Ленинской и Государственной премий, Заслуженный строитель РСФСР.
- Зинкевич, Василий Дмитриевич (1923—1992) — полный кавалер ордена Славы.
- Марьенко, Виктор Семёнович (1929—2007) — футболист, Мастер спорта СССР (1959), Заслуженный тренер РСФСР (1963).
- Сударушкин, Борис Михайлович (1945—2021) — писатель, заведующий музеем-усадьбой Н. А. Некрасова «Карабиха».

## Экономика
Деревообрабатывающая промышленность, лесопитомник, завод железобетонных изделий.
Вблизи посёлка — камнегравийные карьеры.

## Достопримечательности
- Собор Петра и Павла (между 1780 и 1783)[33]
- Преображенская церковь (кладбище) (1834 год)[34]
- Часовня Сергия Радонежского (святой источник)[35]
- Свято-Троицкая церковь (год постройки — 1807, год утраты — не установлен.)[36]
- Музей «Славные топоры»
- Краеведческий музей
- Музей Ежа Петровича[37]

### Археология
В 1908 году И. С. Абрамов раскопал девять курганов в 5 км к востоку от Большого Тимерёва в могильнике у деревни Петровское. Материалы Петровского могильника оказались аналогичны материалам Тимерёвского могильника, но погребальный инвентарь был заметно беднее. По заключению М. В. Фехнер, Петровское курганное кладбище возникло на рубеже IX — X веков.

## Инфраструктура
- Торговые центры
- Гостиница Кароzа
- Два ресторана
- Продуктовые магазины, производственные компании, торговые центры, аптеки, пекарня, рыболовный магазин, магазины автозапчастей, строительные магазины, автомойка, антикварный магазин, магазин цветов, зоомагазин, магазин мяса, магазин мебели
- Городской рынок, базарные дни среда и суббота
- Музей «Славные топоры» и краеведческий музей
- Ростовская ЦРБ. Петровское отделение
- Детский сад № 41
- Петровский районный дом культуры имени А. К. Руденко
- Петровская школа
- Петровская школа-интернат
- Пожарная часть
- Водозаборная станция
- Отделение почтовой связи № 152130
- Баня, работает каждую субботу и воскресенье
- МФЦ Мои Документы
- Банк «Сбер», суббота и воскресенье выходной, банкомат «Сбера» на улице, банкомат Газпромбанка в помещении
- Дом Быта
- Участковый пункт полиции поселка Петровское
- МУ СПП Транспортно-хозяйственная служба Администрации сельского поселения Петровское
- Поселковая администрация
- ДПС ГИБДД УМВД России по Ярославской области
- Филиал Петровское Мостотрестсервис
- Межрайонный регистрационно-экзаменационный отдел ГИБДД УМВД России по Ярославской области
- Такси «Петровское»
- Автостанция — не работает
- Петровское АТП
- Маркеты Дикси, Магнит, два Пятерочка
- Мемориал погибшим в годы Великой Отечественной войны
- Скульптура Квартет из басни И. А. Крылова без мартышки, которую, по задумке автора, должна изображать фотографирующаяся персона.
- Стадион «Урожай»
- Петропавловская церковь
- Храм Спаса Преображения
- Храм святых апостолов Петра и Павла
- Преображенская церковь
- Петровское кладбище
- Художественная мастерская семьи Топорковых

## СМИ
Ярославский филиал ФГУП «РТРС» обеспечивает на территории посёлка приём первого и второго мультиплексов цифрового эфирного телевидения России (на 52 и 60 ТВК) из Дертников и Пужбола.

## Транспорт
Петровское связано с Москвой и другими городами России железнодорожным и автотранспортом. Время в пути от Москвы около 2 часов. В посёлке имеется автостанция и железнодорожная станция.
Автобусное сообщение
Автостанция «Петровское» обслуживает маршруты:
- №029 Москва (автовокзал «Центральный») — Кострома
- №057 Ярославль — Москва (автовокзал «Северные ворота»)
- №111 Ростов — Лесной
- №112 Петровское — Ростов
- №137 Ростов — Заозерье
- №139 Ростов — Лазарево
- №148 Петровское — Захарово
- №151 Ростов — Дуброво
- №152 Ростов — Воронино
- №501 Переславль-Залесский — Ярославль
- №972 Рыбинск — Москва (автовокзал «Центральный»)
- №4988 Москва (автовокзал «Центральный») — Рыбинск

Ранее в поселке действовали (или планировалось, что будут действовать) система маршрутных такси:
- №1 Улица Сосновая — МРЭО ГИБДД — Автостанция «Петровское» — ДЭП №27
- №2 Улица Сосновая — МРЭО ГИБДД — Автостанция «Петровское» — ДЭП №27 — Коленово
- №3 Улица Сосновая — МРЭО ГИБДД — Автостанция «Петровское» — ДЭП №27 — Годеново
- №4 Улица Сосновая — МРЭО ГИБДД — Автостанция «Петровское» — ДЭП №27 — Горный

Железнодорожное сообщение
Действуют пригородные и междугородние железнодорожные маршруты на станции «Петровск»:
| № поезда  | Маршрут движения                   | № поезда | Маршрут движения                  |
| --------- | ---------------------------------- | -------- | --------------------------------- |
| 6001      | Ярославль-Главный — Александров-1  |          |                                   |
| 6002      | Рязанцево — Филино                 |          |                                   |
| 6003      | Ярославль-Главный — Александров-1  | 6004     | Александров-1 — Ярославль-Главный |
| 6007      | Ростов-Ярославский — Александров-1 |          |                                   |
| 6006      | Александров-1 — Филино             |          |                                   |
| 6008/6224 | Александров-1 — Данилов            | 6009     | Ярославль-Главный — Александров-1 |
| 6012      | Александров-1 — Ярославль-Главный  |          |                                   |
| 6013      | Ярославль (депо) — Рязанцево       |          |                                   |

## Фотографии
- Вид на северную часть Петровского с железной дороги
- Станция Петровск
- Лесопилка
- Вид на окраину Петровского, примыкающую к лесу
- Площадь автовокзала
- Вход на базарную площадь
- Дом с необычным балконом (бывш. библиотека)